# Onderkoeld water
Onderkoeld water is water in wolken dat ondanks een temperatuur van (ver) beneden de 0 graden Celsius vloeibaar blijft. Er is onderkoeld water waargenomen dat een temperatuur van -35 graden Celsius had.
Zonder onderkoeld water kan er op de breedtes van de noordelijk gebieden van Amerika, Azië en Europa geen regen ontstaan. Daarom wordt er bij de indeling van wolken steeds aangegeven of er in een wolk onderkoeld water aanwezig is.